# Jan Boklöv
Jan Mauritz Boklöv (14. dubna 1966 Koskullskulle, Švédsko) je bývalý švédský skokan na lyžích a vítěz Světového poháru ve skocích na lyžích v sezóně 1988-89. Spolu s Jiřím Malcem byl na přelomu 80. a 90. let jedním z popularizátorů takzvaného V-stylu.

## Kariéra
Boklöv se zúčastnil dvou zimních olympijských her: v Calgary 1988 skončil na sedmém místě ve skocích družstev na velkém můstku; v Albertville 1992 se umístil na 47. místě ve skocích jednotlivců na normálním můstku.
V roce 1989 získal švédské ocenění pro sportovce Jerringpris.

## Rodina
Boklöv je ženatý a má dvě děti. Kolem roku 2000 žil v Lucembursku, od roku 2016 žije s rodinou v Bruselu.